# Biografielijst Pj

## Pja
- Marko Pjaca (1995), Kroatisch voetballer
- Miralem Pjanić (1990), Bosnisch-Luxemburgs voetballer
- Georgi Leonidovitsj Pjatakov (1890-1937), Russisch revolutionair en Sovjetpoliticus
- Gregor Pjatigorski (1903-1976), Oekraïens cellist en componist
- Oleksandr Pjatnytsja (1985), Oekraïens atleet
- Anna Pjatych (1981), Russisch atlete

## Pje
- Pjeroo Roobjee, pseudoniem van Dirk De Vilder, (1945), Vlaams schilder, tekenaar, graficus, acteur, causeur, auteur, theatermaker, entertainer en zanger